# Église Saint-Martin de Devrouze
 (novembre 2024).
L'église Saint-Martin de Devrouze est une église située sur le territoire de la commune de Devrouze, dans le département français de Saône-et-Loire et la région Bourgogne-Franche-Comté.

## Historique
L'église actuelle a été construite en lieu et place d'un édifice antérieur. Sa construction, d'après des plans dressés en 1858 par l’architecte départemental André Berthier de Mâcon, s'est étalée de 1860 à 1863.

## Architecture
Du point de vue du style, l’église se révèle néo-gothique par ses voûtes d’ogives et néo-romane par son arcature absidale en plein cintre, et ses arcs de décharge en plein cintre dans la nef.
Elle comporte une nef de trois travées, un transept saillant et une abside semi-circulaire.

## Mobilier
L'église renferme, notamment :
- une statue de saint (non identifié) à l'entrée du chœur, sur le pilier de droite, du XVIIe siècle, classé au titre des Monuments historiques en 1979 ;
- une Vierge à l’Enfant, sur la tribune, en bois polychrome, classée MH en 1979.

## Culte
Édifice consacré du diocèse d'Autun relevant de la paroisse de la Sainte-Trinité-en-Bresse (siège à Saint-Germain-du-Bois) – qui en est affectataire au titre de la loi de 1905 –, l'église de Devrouze est un lieu de culte catholique.